# TEO
TEO는 문화방송 PD 출신인 김태호가 설립한 대한민국의 방송 프로그램 제작사이다.

## 연출진
- 김태호 - MBC 출신
- 정종연 - tvN 출신
- 이태경 - tvN 출신

## 제작 프로그램

### 2022년
- 서울체크인 (TVING, tvN)
- 캐나다 체크인 (tvN)

### 2023년
- 지구마불 세계여행 (유튜브 채널, ENA)
- 혜미리예채파 (ENA)
- 댄스 가수 유랑단 (tvN)
- 데블스 플랜 (넷플릭스)

### 2025년
- 굿데이 (MBC)

## 같이 보기
- 예능 프로그램